# Mikael

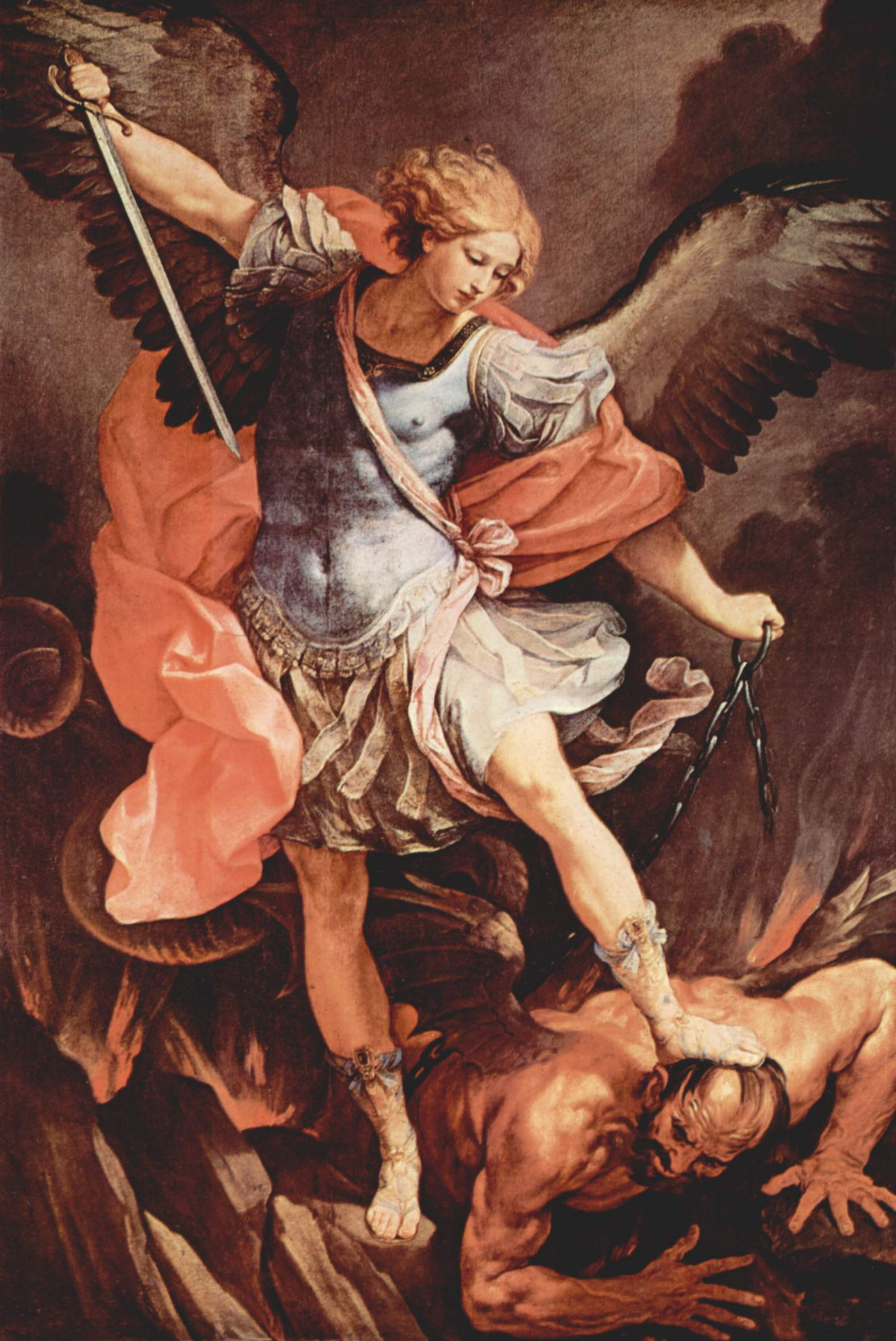
Ärkeängeln Mikael.

Mikael eller Michael eller Micael är ett mansnamn av bibliskt ursprung med betydelsen "Vem är som Gud"och med den upphöjda betydelsen "Ingen är lik dig bland gudarna" . Mikael är i kristen tradition en ärkeängel; en av de tre namngivna änglarna, tillsammans med Gabriel och Rafael.
1960 blev Mikael det tredje vanligaste förnamnet bland de nyfödda. Under 1970-talet var modevågen fortfarande stark men under 1990-talet ebbade den ut. Den 31 december 2012 fanns det totalt 167 114 personer i Sverige med namnet Mikael eller Michael, varav 76 151 med det som förstanamn/tilltalsnamn. År 2003 fick 1191 pojkar namnet, varav 95 fick det som tilltalsnamn.
Mikael har namnsdag den 29 september sedan medeltiden. Hyllningsdagen till ärkeängeln Mikael, Den helige Mikaels dag, sammanföll tidigare med namnsdagen men infaller numera närmast påföljande söndag. I den finlandssvenska namnsdagslängden har Mikael namnsdag 29 september sedan starten 1929, då en egen namnsdagskalender togs i bruk för finlandssvenskar.

## Varianter
- Mikkel (danska)
- Michael (engelska)
- Mikko (finska)
- Michel (franska, tyska)
- Michele (italienska)
- Michał (polska)
- Miguel (spanska, portugisiska)
- Michail (Микаэль) (ryska)
- Mijailo (sydslaviska)
- arabiska (ميخائيل) uttal: mikhael
- Michalis (Grekiska)
- Micke (mycket vanligt smeknamn)

Feminina former: Mikaela, Michelle, Michelina

## Kända personer med förnamnet Mikael/Michael
- Mikael – ärkeängel
- Michael av Kent - medlem av den brittiska kungafamiljen
- Mikael Agricola - finländsk protestantisk reformator
- Michael "Roddarn" Andersson - svensk cyklist
- Mikael Appelgren - svensk bordtennisspelare, bragdmedaljör
- Michael Axelsson - svensk regissör
- Michael Ballack - tysk fotbollsspelare
- Carl Michael Bellman - svensk skald
- Micael Bindefeld - svensk festfixare
- J. Michael Bishop - amerikansk immunolog och biolog, mottagare av Nobelpriset i fysiologi eller medicin
- Michael Bloomberg - amerikansk politiker, borgmästare i staden New York
- Michael S. Brown - amerikansk genetiker, mottagare av Nobelpriset i fysiologi eller medicin
- Micael Bydén - svensk general, överbefälhavare
- Michael Chang - amerikansk tennisspelare
- Michael Claesson - svensk generallöjtnant
- Michael Crichton - amerikansk thriller- och science fictonförfattare
- Michael Collins - irländsk militär och politisk ledare
- Michael Collins - amerikansk rymdfarare
- Mikael Damberg - svensk politiker (S) och statsråd
- Mikael Damsgaard - svensk politiker (M)
- Mikael Dorsin - svensk fotbollsspelare
- Michael Douglas - amerikansk skådespelare
- Mikael "Micke" Dubois - svensk skådespelare och komiker
- Michael Dukakis - amerikansk politiker, demokrat, presidentkandidat 1988
- Michael Essien - ghanansk fotbollsspelare
- Michael Faraday - brittisk fysiker
- Michael Foot - brittisk politiker, labourledare
- Michael J. Fox - kanadensisk skådespelare
- Frans Michael Franzén - svensk psalmförfattare, biskop och ledamot av Svenska Akademien
- Michael Fredriksson - svensk friidrottare
- Mikael Fredriksson - svensk simmare och handikappidrottare
- Mikael Granlund - finländsk ishockeyspelare
- Mikael ”Cluee” Hallström - svensk youtubare och artist
- Michael Haydn - österrikisk kompositör
- Michael Jackson - amerikansk sångare
- Mikael Jakobsson - svensk friidrottare
- Michael Jansson - svensk musikalartist
- Mikael Jepson - medlem i bandet The Ark
- Michael Jordan - amerikansk basketspelare

- Mikael Carlson (född 1959),  svensk aviatör
- Mikael Karlsson (direktör) (1962–2005), svensk IT-entreprenör
- Erik Mikael Karlsson (född 1967), svensk radioproducent och tonsättare
- Mikael Karlsson (miljöforskare) (född 1969), svensk miljöforskare, ordförande i Naturskyddsföreningen 2002–2014
- Mikael Karlsson (låtskrivare), (född 1970), svensk låtskrivare
- Mikael Carlsson (född 1972), nationalekonom
- Mikael Max(en) (född 1973), svensk speedwayförare
- Mikael Karlsson (skogskonsult) (född 1975), svensk skogskonsult och debattör i skogsfrågor
- Mikael Karlsson (kompositör), (född 1975), sommarpratare 2016
- Mikael Karlsson Åström (född 1978), svensk gitarrist, känd som Vigilante Carlstroem
- Sebastian Karlsson (sångare) (född 1985), svensk sångare, känd som Sebastian
- Mikael Karlsson (musiker), medlem i det svenska indiebandet Gentle Touch
- Mikael "Löken" Karlsson-Wigstrand, medlem i gruppen Rövsvett
- Mikael Karlsson (speedwayförare), lagledare i speedwaylaget Dackarna 2009–2017[4]
- Mikael Karlsson (politiker), svensk politiker, kommunstyrelsens ordförande i Värnamo kommun 2021–2022[5]
- Michael Landon - amerikansk skådespelare
- Michael Laudrup - dansk fotbollsspelare
- Mikael Ljungberg - brottare, OS-guld 2000, OS-brons 1996
- Mikael Lustig - fotbollsspelare
- Mikael Lybeck - finlandssvensk författare
- Mikael Löfgren - skidskytt
- Michael McDonald (kampsportare) - amerikansk MMA-utövare
- Mikael Marcimain - svensk filmregissör
- Mikael Mogren - biskop i Västerås stift
- Mikael Neumann
- Mikael Niemi - författare
- Mikael Nilsson - fotbollsspelare, bragdmedaljör
- Michael Nylander - ishockeyspelare
- Michael Nyman - brittisk tonsättare
- Michael Nyqvist - skådespelare
- Mikael Odenberg - politiker, försvarsminister
- Mikael Olsson Al Safandi - journalist
- Michael Owen - engelsk fotbollsspelare
- Michael Palin - Monty Python-medlem
- Mikael Pernfors - tennisspelare
- Mikael Persbrandt - skådespelare
- Michael Phelps - amerikansk simmare med 23 OS-guld
- Michael Praetorius - tysk tonsättare
- Mikael Ramel - gitarrist, sångare och kompositör
- Mikael Renberg - ishockeyspelare, TV-kommentator
- Mikael Reuterswärd - bergsbestigare
- Mikael Rickfors - svensk sångare
- Mikael Riesebeck - svensk skådespelare
- Mikael Roupé - svensk röstskådespelare
- Michael Rulli - amerikansk politiker
- Mikael Samuelson - artist, sångare
- Mikael Samuelsson - svensk ishockeyspelare, OS-guld 2006
- Michael Schumacher - racerförare
- Michael Smith - amerikansk kemist, mottagare av Nobelpriset i kemi
- Michael Sohlman - ämbetsman och politiker (S)
- Michael Spence - amerikansk ekonom, mottagare av Sveriges Riksbanks pris i ekonomisk vetenskap till Alfred Nobels minne
- Michael Stewart- brittisk labourpolitiker, utrikesminister
- Michael Stich - tysk tennisspelare
- Michael Sundlöv, svensk ishockeyspelare, OS-guld 1994
- Mikael Tegebjer - svensk förläggare, serieskapare och översättare
- Mikael Tellqvist - ishockeymålvakt, OS-guld 2006
- Mikael Tillström - tennisspelare
- Michael Tilson Thomas, amerikansk dirigent
- Michael Tippett - brittisk tonsättare
- Mikael Tornving - komiker
- Michael Treschow - svenskt styrelseproffs
- Michael B. Tretow - ljudtekniker åt bland andra Abba
- Michael Uhrmann - tysk backhoppare
- Mikael Vasunta - finländsk journalist, manusförfattare och översättare
- Michael "Mikey" Way - basist i rockbandet My Chemical Romance
- Michael Weinius - operasångare
- Mikael Wendt - svensk politiker, rektor, låtskrivare och textförfattare
- Michael Westphal - tysk tennisspelare
- Mikael Wiehe - sångare och låtskrivare i Hoola Bandoola Band
- Mikael Åkerfeldt - sångare, låtskrivare och gitarrist i Opeth

### Fiktiva personer med förnamnet Mikael/Michael
- Michael Kohlhaas, titelfiguren i kortromanen med samma namn av Heinrich von Kleist från 1810.[6]
- Den tyske Michel, Deutscher Michel, en skämtsam personifikation av tysken avbildad som en bondpojke. [7]
- Mikael Bister, en statarpojke i Ivar Lo-Johanssons roman Godnatt, jord från 1933.[8]

## Personer med efternamnet Mikael/Michael
- George Michael - brittisk popsångare